# Jerzy Greszkiewicz
Jerzy Greszkiewicz (ur. 16 stycznia 1950 w Gdańsku) – polski strzelec sportowy, specjalista w strzelaniu do ruchomej tarczy z sylwetką biegnącego dzika. Brązowy medalista olimpijski z Montrealu. Czterokrotny medalista mistrzostw świata, 7-krotny medalista mistrzostw Europy, 10-krotny mistrz Polski.
Absolwent Technikum Elektrotechnicznego w Gdańsku. Reprezentował Flotę Gdynia przez cały okres trwania kariery (1964–81).
Po zakończeniu kariery sportowej - trener (Flota). Odznaczony m.in. Krzyżem Kawalerskim OOP, dwukrotnie złotym oraz pięciokrotnie srebrnym Medalem za Wybitne Osiągnięcia Sportowe. Obecnie trenuje młodzież w gdyńskim oddziale Ligi Obrony Kraju.

## Osiągnięcia

### Igrzyska olimpijskie
- Montreal 1976 - 3. miejsce w konkurencji karabinu małokalibrowego - ruchoma tarcza z sylwetką „biegnącego dzika” (50 m)

### Mistrzostwa świata
- 1982 - 2. miejsce w konkurencji karabinu małokalibrowego - ruchoma tarcza z sylwetką „biegnącego dzika” (50 m) - indywidualnie
- 1982 - 3. miejsce w konkurencji karabinu małokalibrowego - ruchoma tarcza z sylwetką „biegnącego dzika” (50 m) - przebiegi mieszane indywidualnie
- 1983 - 2. miejsce w konkurencji karabinu małokalibrowego - ruchoma tarcza z sylwetką „biegnącego dzika” (50 m) - przebiegi mieszane drużynowo
- 1983 - 3. miejsce w konkurencji karabinu małokalibrowego - ruchoma tarcza z sylwetką „biegnącego dzika” (50 m) - przebiegi mieszane indywidualnie